# Java américaine
Pour les articles homonymes, voir Java, Javanaise (race de poule) et Coq de Java.
La Java américaine est une race de poule domestique.

## Description
C'est une volaille de type fermier.

### Origine
Cette poule est originaire des États-Unis, et a été créée à partir de poules importées d'Asie du Sud.

### Standard officiel
- Masse idéale : Coq : 4,3 kg ; Poule : 2,9 à 3,4 kg
- Crête : simple
- Oreillons : rouges
- Couleur des yeux : orangés
- Couleur des Tarses : noir à jaune
- Variétés de plumage :  noir, noir caillouté blanc, blanc
- Œufs à couver : min. grammes, coquille brune
- Diamètre des bagues : Coq : mm ; Poule : mm

Grande race :
Naine :